# Luigi Villoresi
Luigi »Gigi« Villoresi,  italijanski dirkač Formule 1, * 16. maj 1909, Milano, Italija, † 24. avgust 1997, Modena, Italija.
Luigi Villoresi je pokojni italijanski dirkač Formule 1, ki je že pred začetkom prvenstva Formule 1 zmagal na petintridesetih pomembnejših evropskih dirkah. V Formuli 1 se mu je uspelo osemkrat uvrstiti na stopničke, najvišje za drugi mesti na Veliki nagradah Argentine in Belgije v sezoni 1953.

## Kariera
Luigi Villoresi se je rodil 16. maja 1909 v Milanu. Njegov mlajši Emilio Villoresi je bil tudi dirkač, na začetku kariere obeh sta nastopala skupaj na nekaj dirkah. Zaradi premožne družine si je Luigi v starosti dvaindvajsetih let lahko privoščil nakup dirkalnika Lancia Lambda, nekaj let kasneje pa še Fiat Balilla, s katerim sta z bratom nastopala tudi na dirki Mille Miglia. V sezoni 1935 je dosegel tretje mesto na italijanski dirki Coppa Ciano. Za naslednjo sezono 1935 sta z bratom kupila dirkalnik Maserati, ki sta ga uporabljala izmenjaje na dirkah. Brat Emilio je si je z uspehi pridobil povabilo v moštvo Scuderia Ferrari za naslednjo sezono 1937, toda leta 1939 se je smrtno ponesrečil na testiranjih na dirkališču Autodromo Nazionale Monza. V sezoni 1938 je tudi Luigi prestopil v Maserati in z dirkalnikom Maserati 8CTF je v tej sezoni nastopil le na prvenstveni dirki za Veliko nagrado Italije 1938, kjer pa je odstopil. V sezoni 1939 je dosegel svojo prvo pomembnejšo zmago na dirki za Veliko nagrado Južne Afrike, nato pa je njegovo kariero prekinila druga svetovna vojna. 
Po koncu vojne je v sezoni 1946 zmagal na dirki za Veliko nagrado Nice, v naslednji sezoni 1947 pa je dosegel kar šest zmag in bil dirkač z največ zmagami v sezoni. Zmagal je na dirkah za Veliko nagrado Generala Juana Peróna, Veliko nagrado Eve Duarte Perón, Veliko nagrado Nîmesa, Veliko nagrado Alsace, in Veliko nagrado Lausanne, toda nobeno od teh dirk ni bila najvišjega ranga Grandes Épreuves. Mu je pa tudi to uspelo v naslednji sezoni 1948, ko je na dirki za Veliko nagrado Velike Britanije dosegel svojo najpomembnejšo zmago do takrat, zmage pa je dosegel še na dirkah Grand Prix du Comminges, Velika nagrada Albija in Velika nagrada Garde, ter bil ponovno dirkač z največ zmagami v sezoni. V sezoni 1949 pa mu je uspelo doseči dve zmagi na dirkah za Veliko nagrado Ria de Janeira in Veliko nagrado Zandvoorta. 
V premierni sezoni novoustanovljenega Svetovnega prvenstva Formule 1 1950 je nastopil na štirih dirkah, edino uvrstitev pa je dosegel na dirki za Veliko nagrado Belgije, kjer je s šestim mestom le za mesto zgrešil svojo prvo uvrstitev med dobitnike točk, ob tem pa je zmagal na neprvenstveni dirki za Veliko nagrado Marseilla. Mnogo uspešnejši pa je bil v naslednji sezoni 1951, ko je dosegel tri zaporedna tretja mesta na dirkah za Veliko nagrado Belgije, Veliko nagrado Francije in Veliko nagrado Velike Britanije, čemur sta sledili še dve zaporedni četrti mesti na dirkah za Veliko nagrado Nemčije in Veliko nagrado Italije, skupno pa peto mesto v dirkaškem prvenstvu. Ob tem pa je zmagal še na neprvenstvenih dirkah Velika nagrada Marseilla, Grand Prix de Pau, Velika nagrada Sirakuz in Mille Miglia. V sezoni 1952 je nastopil le na zadnjih dveh dirkah sezone za Veliko nagrado Nizozemske in Veliko nagrado Italije, ki ju je končal na tretjem mestu. Ob tem je zmagal še na neprvenstvenih dirkah za Veliko nagrado Modene in Veliko nagrado Valentina. V naslednji sezoni 1953 pa je dosegel dve drugi mesti na dirkah za Veliko nagrado Argentine in Veliko nagrado Belgije, kar sta njegovi najboljši uvrstitvi na prvenstvenih dirkah Formule 1 v karieri, ob tem pa še tretje mesto na zadnji dirki sezone za Veliko nagrado Italije, s čimer je ponovno osvojil peto mesto v dirkaškem prvenstvu. V sezonah  1954, 1955 in 1956 je ob veliko odstopih dosegel po eno peto mestu v vsaki od treh sezon, nato pa se je upokojil kot dirkač. Umrl je leta 1997 v starosti oseminosemdesetih let v Modeni.

## Pomembnejše zmage
- Velika nagrada Alsaceja 1947
- Velika nagrada Velike Britanije 1948
- Coppa Acerbo 1938
- Coppa Ciano 1938
- Velika nagrada Albija 1938, 1948
- Velika nagrada Bruslja 1949
- Grand Prix du Comminges 1948
- Velika nagrada Marseilla 1950, 1951
- Velika nagrada Modene 1952
- Velika nagrada Nice 1946, 1947
- Velika nagrada Nîmesa 1947
- Grand Prix de Pau 1951
- Velika nagrada Neaplja 1948
- Velika nagrada Valentina 1952
- Velika nagrada Interlagosa 1949
- Velika nagrada Lausanne 1947
- Mille Miglia 1951
- Velika nagrada Penya Rhina 1948
- Velika nagrada Generala Juana Peróna 1947, 1948
- Velika nagrada Eve Duarte Perón 1947, 1948
- Velika nagrada Ria de Janeira 1949
- Giro de Sicilia 1953
- Velika nagrada Sirakuz 1951
- Velika nagrada Južne Afrike 1939
- Targa Florio 1939, 1940
- Velika nagrada Tripolija 1937
- Velika nagrada Zandvoorta 1949

## Popolni rezultati Formule 1
(legenda) (odebeljene dirke pomenijo najboljši štartni položaj, poševne pa najhitrejši krog, †-uvrščen kljub odstopu)
| Leto | Moštvo                    | Šasija        | Motor               | 1       | 2       | 3       | 4       | 5       | 6       | 7       | 8       | 9       | Prv | Toč     |
| ---- | ------------------------- | ------------- | ------------------- | ------- | ------- | ------- | ------- | ------- | ------- | ------- | ------- | ------- | --- | ------- |
| 1950 | Scuderia Ferrari          | Ferrari 125   | Ferrari V12         | VB      | MON Ret | 500     | ŠVI Ret | BEL 6   | FRA DNS | ITA     |         |         | -   | 0       |
| 1951 | Scuderia Ferrari          | Ferrari 375   | Ferrari V12         | ŠVI Ret | 500     | BEL 3   | FRA 3   | VB 3    | NEM 4   | ITA 4   | ŠPA Ret |         | 5.  | 15 (18) |
| 1952 | Scuderia Ferrari          | Ferrari 500   | Ferrari Straight-4  | ŠVI     | 500     | BEL     | FRA     | VB      | NEM     | NIZ 3   | ITA 3   |         | 8.  | 8       |
| 1953 | Scuderia Ferrari          | Ferrari 500   | Ferrari Straight-4  | ARG 2   | 500     | NIZ Ret | BEL 2   | FRA 6   | VB Ret  | NEM 8   | ŠVI 6   | ITA 3   | 5.  | 17      |
| 1954 | Officine Alfieri Maserati | Maserati 250F | Maserati Straight-6 | ARG     | 500     | BEL     | FRA 5   | VB Ret  | NEM DNS | ŠVI     | ITA Ret |         | 20. | 2       |
| 1954 | Scuderia Lancia           | Lancia D50    | Lancia V8           |         |         |         |         |         |         |         |         | ŠPA Ret | 20. | 2       |
| 1955 | Scuderia Lancia           | Lancia D50    | Lancia V8           | ARG Ret | MON 5   | 500     | BEL     | NIZ     | VB      | ITA DNS |         |         | 20. | 2       |
| 1956 | Scuderia Centro Sud       | Maserati 250F | Maserati Straight-6 | ARG     | MON     | 500     | BEL 5   |         |         |         |         |         | 22. | 2       |
| 1956 | Luigi Piotti              | Maserati 250F | Maserati Straight-6 |         |         |         |         | FRA Ret | VB 6    | NEM Ret |         |         | 22. | 2       |
| 1956 | Officini Alfieri Maserati | Maserati 250F | Maserati Straight-6 |         |         |         |         |         |         |         | ITA Ret |         | 22. | 2       |